# 新溪口乡
新溪口乡，是中华人民共和国安徽省黄山市歙县下辖的一个乡镇级行政单位。

## 行政区划
新溪口乡下辖以下地区：
溪口村、连山村和塔坑村。